# Арчидосо
Арчидосо (итал. Arcidosso) је насеље у Италији у округу Гросето, региону Тоскана.
Према процени из 2011. у насељу је живело 2018 становника. Насеље се налази на надморској висини од 668 м.

## Становништво
Према резултатима пописа становништва 2011. у општини је живело 4.313 становника.
| 1931. | 1936. | 1951. | 1961. | 1971. | 1981. | 1991. | 2001. | 2011. |
| ----- | ----- | ----- | ----- | ----- | ----- | ----- | ----- | ----- |
| 7.288 | 7.143 | 6.911 | 5.867 | 5.020 | 4.550 | 4.135 | 4.114 | 4.313 |